# 男性語
男性語（だんせいご）とは、男性特有の言い回しや言葉。男性の友人同士や、学校の同級生など、男性の仲間内では率直でくだけた（あるいは威圧的な、ぶっきらぼうな）印象の強い言葉が好まれる風潮がある。
女性が男性語を取り入れることはしばしばあり、戦前の新聞などにも女学生の書生言葉の使用を非難する論調が見られる。対して、男性が女性語を取り入れることは少ない。ただし近畿方言では男性が女性的な言い回しを取り入れる例が古くからしばしば見られる（比較的近年の例では「〜やん」「〜やんか」など）。
なお、共通語では男性語といわれるような用法でも、地域によっては性別を問わずごく一般的に使用されることもある。たとえば、後述の「ばか～」という言い回しは、遠州弁を話す地域では性別を問わずごく一般的に使用される。このような地域差を列挙していけばきりがなく、以下にあるような言い回しや言葉を安直に男性語と決めつけることは危険である。

## 日本語の男性語
男性語の起源には、侍語や、近世初頭に流行した奴言葉（旗本奴の言葉）や、幕末から明治時代の書生言葉、明治以降の学生言葉、日本軍の言葉などがある。なお、方言によっては言葉遣いの性差がほとんどない地域も多い。
男性語の特徴として、口頭での一人称表現の多彩さが挙げられ、「俺」「僕」「私」「儂（わし）」「己等（おいら）」「自分」などがある。女性は男性に比べて一人称の自由度が低く、「私」や「あたし」以外はほとんど使われず、男性一人称を使うことへの抵抗は根強く存在する（ボク少女を参照）。なお、「俺」や「儂」などは近世には女性も用いた表現であり、現在でも一部の方言では男女問わず用いる。
二人称は、改まった場所では「貴方（貴男, 貴女, あなた）」だが、私的な場所では「お前（御前）」「君」、乱暴な表現だと「てめぇ（手前）」などが使われる。軍隊では「貴様（きさま）」がよく使われた。
三人称は、「彼奴（あいつ, きゃつ）」「奴」「連中」など。
男性特有の語尾表現には「ぜ」「だろ」といったものがある。いずれもやや乱暴な表現であり、目上に対して使うと無作法とされる。「…ぞ」「…だぞ」も同様だが、コント、漫画などでわざと少女に用いさせることで、いささか陳腐な「カワイ子ぶりっ子」らしさを表現する用法もある。また、書生言葉由来の古風な言葉として「たまえ」などがある。
強調の接頭語として、「ぶん」や「ぶっ」（「ぶん投げる」「ぶっ叩く」など）、「ど」（「ど根性」「どでかい」など）、「糞（くそ）」や「馬鹿（ばか）」（「くそ暑い」、「ばかでかい」など）を好んで使う者もいる。
命令表現には命令形をそのまま用いるぶっきらぼうな形（「しろ」「見ろ」など）が男性的とみなされる傾向もある。呼びかけには『おい』という居丈高な表現が多用される。
個々の表現では、「飯を食う」「腹が減る」などが男性語の例として挙げられる。